# Randolph Mahaffey
Randolph „Randy” Mahaffey (ur. 28 września 1945 w LaGrange) – amerykański koszykarz, występujący na pozycjach niskiego i silnego skrzydłowego.

## Osiągnięcia
NCAA
- Zaliczony do:
  - I składu konferencji ACC (1967)
  - II składu ACC (1965)

ABA
- Uczestnik meczu gwiazd ABA (1968)[1]